# Tsimihety

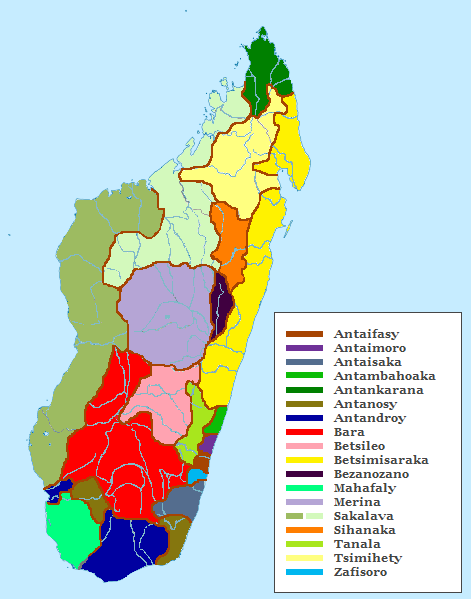
Distribución de los grupos étnicos malgaches.

Los tsimihety son un grupo étnico situado en el centro norte de Madagascar, alrededor de un millón en número (aproximadamente entre 989.000 a 1.200.000) de población. Son parte de los pueblos malgaches que descienden de emigrantes polinesios, indonesios y africanos. El nombre tsimihety significa «los que no se cortan el pelo». La sociedad y economía, como en gran parte de Madagascar, se centran en la agricultura. El idioma malgache está relacionado con Indonesia, y el particular dialecto  de los tsimihety tiene también elementos del árabe y el francés.
Según el antropólogo David Graeber, los tsimihety existen casi totalmente independiente del contemporáneo Estado-nación de Madagascar, manteniendo las costumbres igualitarias, no muy jerárquicas de su sociedad. Su historia de autonomía se extiende todo el camino de vuelta a la dinastía Maroansetra en el siglo XVI, a través de la dominación colonial francesa y hasta el día de hoy.
- Datos: Q2526495